# Ольховка (Туймазинський район)
Ольхо́вка (рос. Ольховка, башк. Ольховка) — присілок у складі Туймазинського району Башкортостану, Росія. Входить до складу Ніколаєвської сільської ради.
Населення — 8 осіб (2010; 6 у 2002).
Національний склад:
- росіяни — 100 %